# باجناق‌ها (مجموعه تلویزیونی ۱۳۶۶)
باجناق‌ها یک مجموعهٔ نمایشی تلویزیونی به کارگردانی داریوش مؤدبیان است که در سال ۱۳۶۶ از شبکه ۱ پخش گردید.

## خلاصه داستان
دو باجناق در یک محله زندگی می‌کنند و گهگاه با هم رفت و آمد دارند و میهمانی‌های خانوادگی ساده‌ای برگزار می‌کنند؛ اما پس از مدتی به دلیل چشم‌ و هم‌چشمی، روش خود را تغییر می‌دهند و مهمانی‌های مجلل‌تری برگزار می‌کنند تا آنجا که کم‌کم مجبور می‌شوند برای تهیه سوروسات مهمانی، وسایل منزلشان را هم بفروشند یا پول قرض کنند. در آخرین مهمانی، باجناق میزبان با مشکلات فراوان و قرض گرفتن، میهمانی پرهزینه‌ای تدارک می‌بیند، اما در شب موعود، به علت فوت پدر باجناق دوم، میهمان‌ها نمی‌آیند و...

### بازیگران
- اکبر عبدی در نقش خلیل
- رسول نجفیان در نقش جلیل
- آزاده پورمختار در نقش  پری
- سوسن مقصودلو در نقشه زری
- حسین محب‌اهری